# Delapryl
Delapryl (alindapryl, indalapryl) – organiczny związek chemiczny, lek z grupy inhibitorów konwertazy angiotensyny stosowany w terapii nadciśnienia tętniczego (w monoterapii lub w połączeniu z innymi lekami). Jest prolekiem, w organizmie ulega przekształceniu do formy aktywnej. Na ogół stosuje się 30–60 mg/d w dwóch dawkach podzielonych.
Lek nie jest zarejestrowany w Polsce.